# Ezrina
La ezrina es una proteína asociada a la actina F y que se encuentra formando parte de los complejos ERM junto a la radixina y la moesina. Su función es la de anclar los haces de actina no contráctiles a la membrana plasmática. Pueden observarse en numerosas estructuras ligadas a los haces no contráctiles, como las microvellosidades (microvilli).
También puede recibir los nombres de citovillina o villina-2 y, en humanos, viene codificada por el gen EZR.
Estructuralmente, presenta un dominio FERM (F por la proteína 4.1 o Sinaprina, E por ezrina, R por radixina, M por moesina) en el extremo amino-terminal (NTD) y el dominio de unión para la formación del complejo ERM en el extremo carboxi-terminal (CTD). Algunas proteínas de membrana, como la CD44, pueden unirse de manera indirecta a la ezrina.

## Función
Además, de unir la actina a la membrana plasmática, formando parte de los complejos ERM, la ezrina juega un papel fundamental en la forma celular y la adhesión; así como en la señalización celular.